# Спостережна астрономія

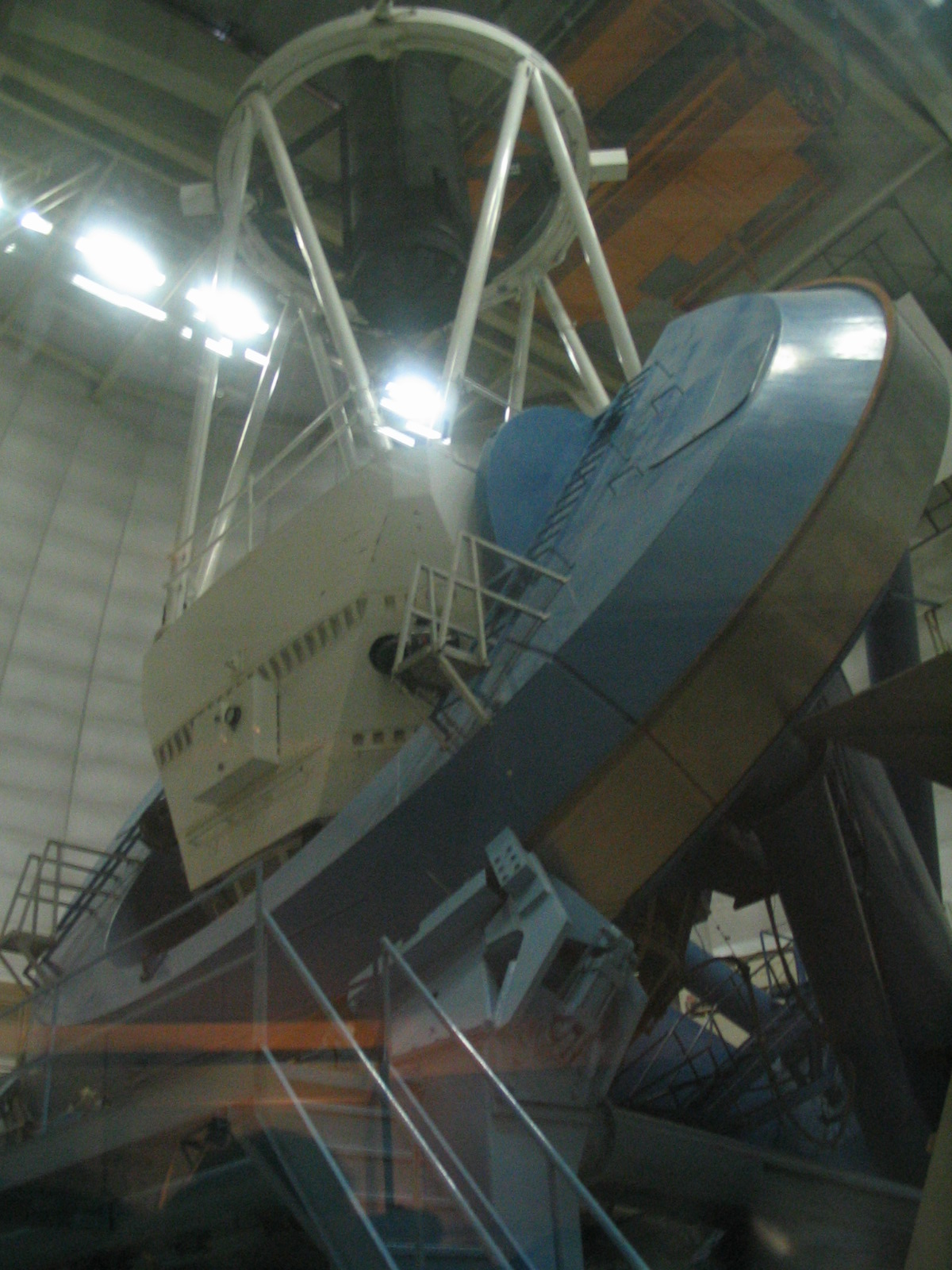
Телескоп Мейола в обсерваторії Кітт-Пік

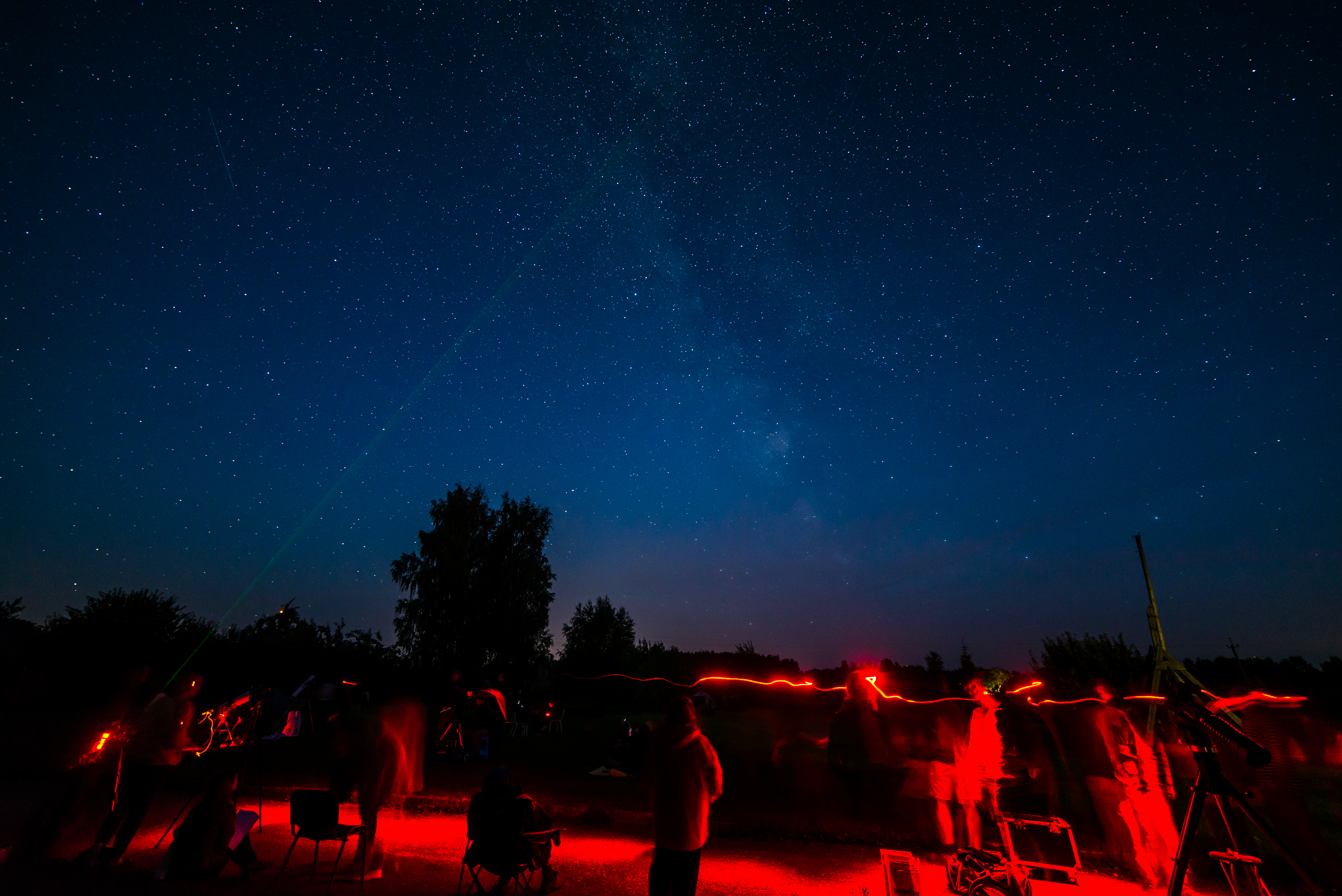
Спостереження Персеїд.

Спостережна астрономія — галузь астрономії, пов'язана з отриманням спостережних даних про небесні об'єкти із застосуванням телескопів та інших астрономічних приладів.
Як наука астрономія практично позбавлена можливості проведення експериментів з об'єктами Всесвіту, що дещо компенсується можливістю спостерігати й досліджувати величезну кількість астрономічних явищ. Подібні спостереження дозволяють, наприклад, простежувати деякі закономірності властивостей, що виявляються об'єктами. Результати вивчення близьких об'єктів, які виявляють певні властивості (наприклад, змінні зорі) можна поширити на віддаленіші об'єкти з подібними властивостями: так, залежно від періоду пульсації цефеїд можна оцінювати їх світність та відстані до інших галактик.
Галілео Галілей застосовував телескоп для спостереження небесних об'єктів і записував результати спостережень. Відтоді спостережна астрономія істотно розвинулася, удосконалювалася техніка створення телескопів.

## Розділи спостережної астрономії
Традиційний поділ спостережної астрономії на окремі галузі зумовлений поділом електромагнітного спектру на діапазони:
- Оптична астрономія — спостереження поблизу видимої частини спектра, від ближньої інфрачервоної до ближньої ультрафіолетової. У спостережних апаратах використовують дзеркала, лінзи, твердотільні детектори. У середині діапазону досліджуваних довжин хвиль розташована область видимого випромінювання, довжини хвиль якої лежать в інтервалі від 400 нм до 700 нм.
- Інфрачервона астрономія — виявлення та аналіз інфрачервоного випромінювання (довжина хвиль перевищує граничне значення для спостережень із кремнієвими детекторами: близько 1 мкм). Для спостережень в цій частині діапазону найчастіше застосовуються телескопи-рефлектори, приймач має бути чутливим до інфрачервоних хвиль. Для спостереження в частині діапазону, в якій атмосфера є непрозорою для випромінювання або створює шуми, застосовують космічні телескопи.
- Радіоастрономія — спостереження випромінювання з довжиною хвилі від міліметрів до десятків метрів. За принципом роботи приймачі радіовипромінювання подібні до тих, що застосовуються в радіомовленні, але набагато чутливіші.
- Астрономія високих енергій включає ультрафіолетову, рентгенівську та гамма-астрономію.

### Методи
Крім реєстрації електромагнітного випромінювання, сучасні астрономи також можуть проводити спостереження нейтрино, космічних променів або гравітаційних хвиль.

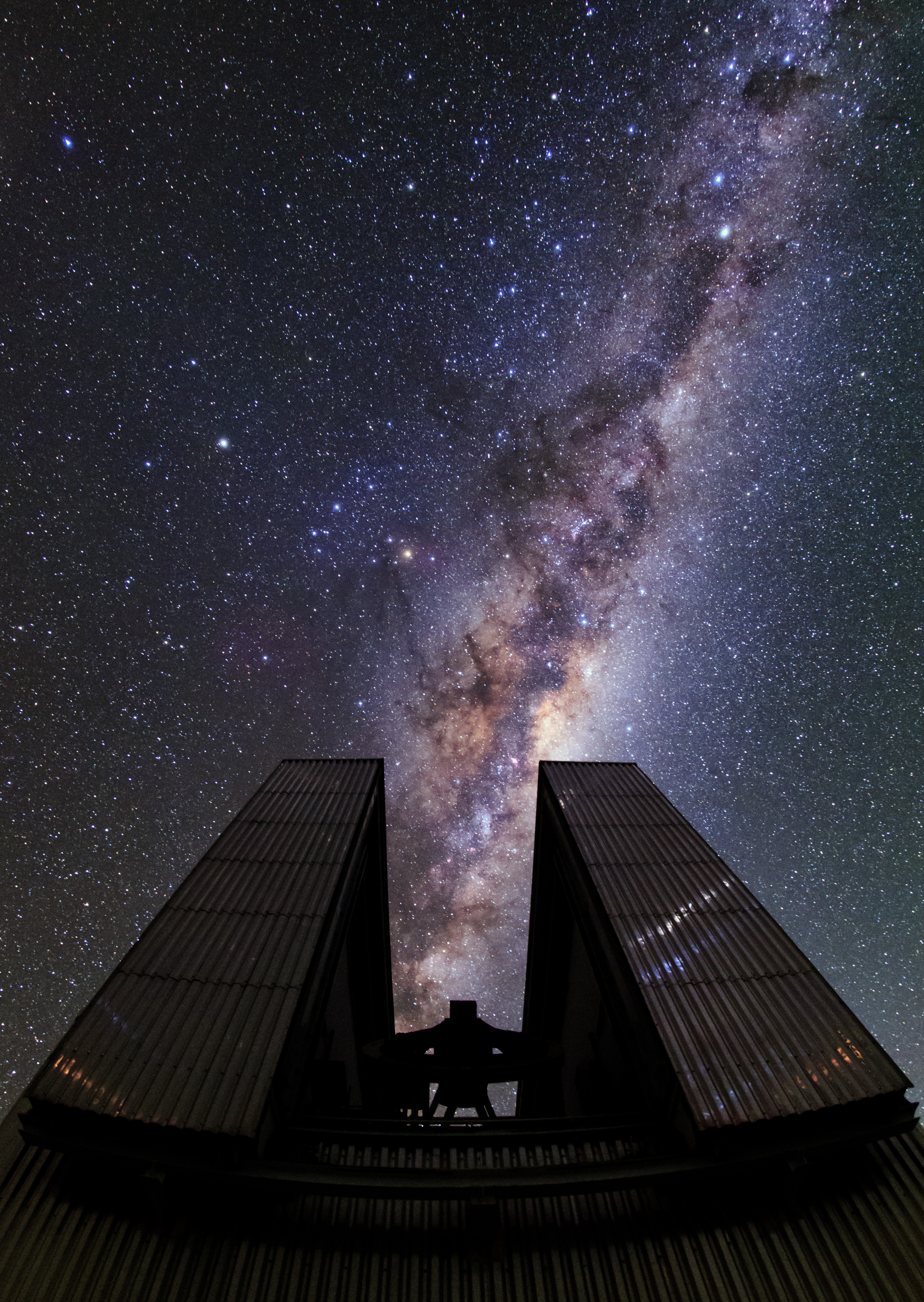
Фотографія, отримана в обсерваторії Ла-Сілья.

Оптична й радіоастрономія можуть використовувати наземні обсерваторії, оскільки в цих діапазонах земна атмосфера відносно прозора. Зазвичай обсерваторії розташовують на великих висотах для зменшення поглинання і викривлень, створюваних атмосферою. Деякі довжини хвиль інфрачервоного діапазону істотно поглинаються молекулами води, тому обсерваторії будують у сухих (пустельних) місцях на великій висоті або ж у космосі.
На ділянках довжини хвиль, які використовують рентгенівська, гамма- й ультрафіолетова астрономія, а також астрономія в далекому ІЧ-діапазоні, атмосфера непрозора (за винятком кількох вікон прозорості), тому спостереження проводять або з аеростатів або з космічних обсерваторій. Потужне гамма-випромінювання можна виявити за створюваними ними атмосферними зливами; дослідження космічних променів — галузь астрономії, що швидко розвивається.

### Важливі умови для проведення спостережень
Протягом більшої частини існування спостережної астрономії майже всі спостереження проводилися у видимій області спектра за допомогою оптичних телескопів. Попри те, що атмосфера Землі відносно прозора для цієї ділянки електромагнітного спектра, якість одержуваних даних залежить від умов видимості й прозорості повітря; в основному, спостереження проводяться в нічний час. Умови видимості залежать від турбулентності й теплових потоків в повітрі. Пункти спостереження, небо для яких часто затягується хмарами або в атмосфері велика турбулентність, мають обмеження за роздільною здатністю отримуваних зображень об'єктів. Наявність повного Місяця на небі також створює додаткове засвічення й ускладнює спостереження слабких об'єктів.

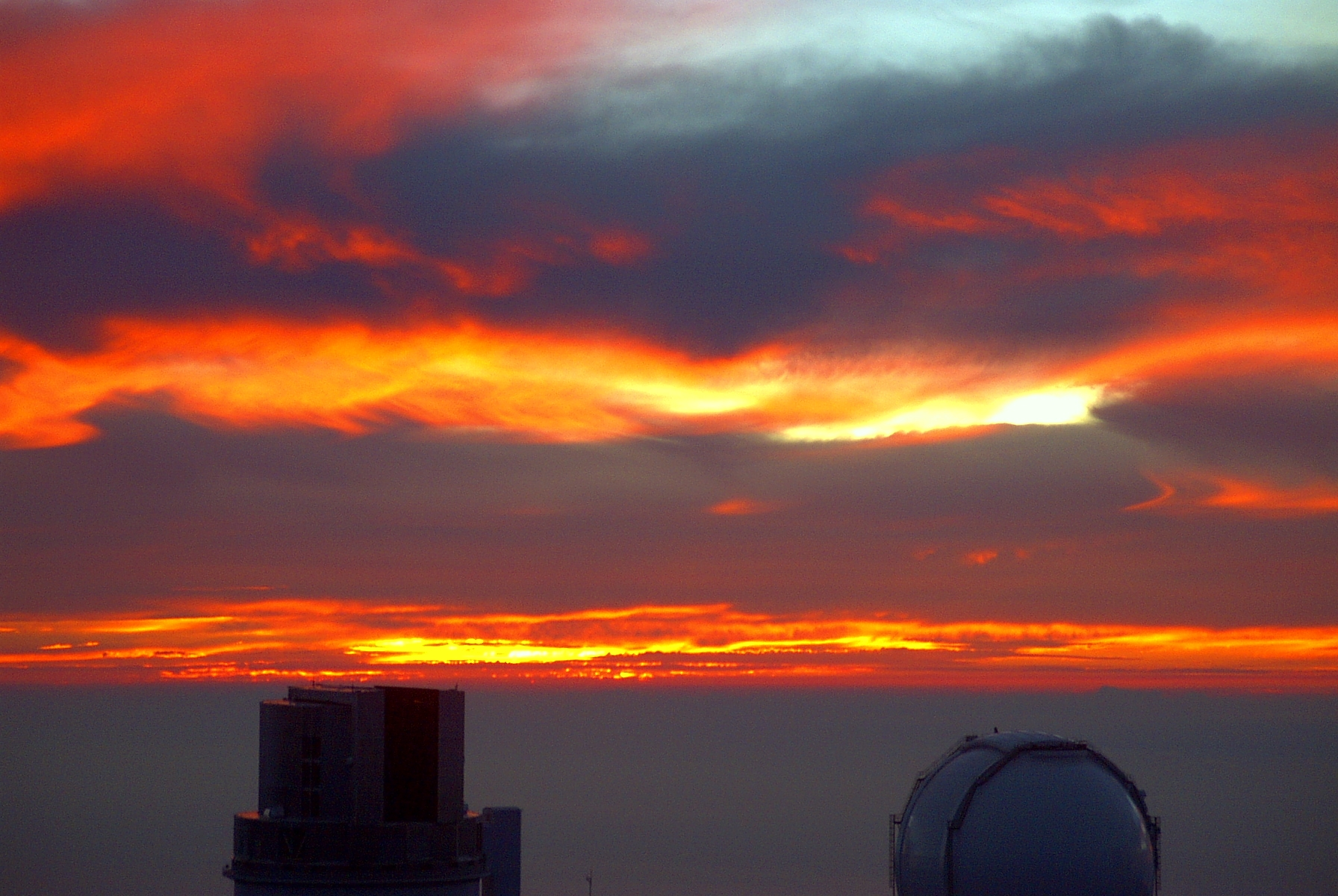
Захід над обсерваторіями на Мауна-Кеа.

Найкращим місцем розташуванням оптичного телескопа є космічний простір. У космосі телескопи можуть виконувати спостереження, вільні від впливу атмосфери. Однак, запуск телескопів у космос залишається дорогою процедурою. Після космосу другим за якістю місцем розташування телескопів є деякі гірські піки, які мають велику кількість безхмарних днів і добрі властивості атмосфери (умови видимості). Гірські піки островів Мауна-Кеа і Ла-Пальма мають саме такі властивості; меншою мірою ці властивості притаманні розташованим на континентах обсерваторіям плато Чайнантор, Паранал, Серро-Тололо і Ла-Сілья в Чилі. У цих місцях встановлено кращі телескопи.
Рівень темряви нічного неба є важливим показником. Оскільки розміри міст і чисельність населення поступово зростають, рівень засвічення неба також зростає. Штучне освітлення створює дифузне фонове підсвічування, що утрудняє спостереження слабких об'єктів. У деяких місцях, наприклад в Аризоні та Великій Британії, проходили кампанії по зменшенню рівня світлового забруднення. Використання плафонів навколо вуличних ліхтарів не тільки збільшує кількість світла, що надходить на поверхню землі, але також допомагає зменшити кількість випромінювання, спрямованого в небо.
Вплив атмосфери може сильно погіршити роздільну здатність телескопа. Без додаткової корекції розмиття зображення телескопи з апертурою більше 15-20 см не можуть досягти теоретичного рівня роздільної здатності на ділянці видимого випромінювання. Таким чином, перевага використання телескопів з великою апертурою полягала в реєстрації більшої кількості випромінювання, що дозволяло спостерігати слабші об'єкти. Поліпшення роздільної здатності досягається застосуванням адаптивної оптики, спекл-інтерферометрії, апертурного синтезу і розміщенням телескопів у космосі.

### Результати вимірювань
Існують різні методи спостережень об'єктів. Близькі до Землі й Сонця об'єкти можна спостерігати й вимірювати їх положення на тлі віддаленіших об'єктів. Подібні спостереження були використані при побудові моделей орбіт планет і для визначення їх відносних мас і гравітаційних збурень. Такими спостереженнями було відкрито планети Уран, Нептун і Плутон. Також були висловлені припущення про існування планети Вулкан всередині орбіти Меркурія, але потім прецесія орбіти Меркурія було пояснено загальною теорією відносності.

## Розділи

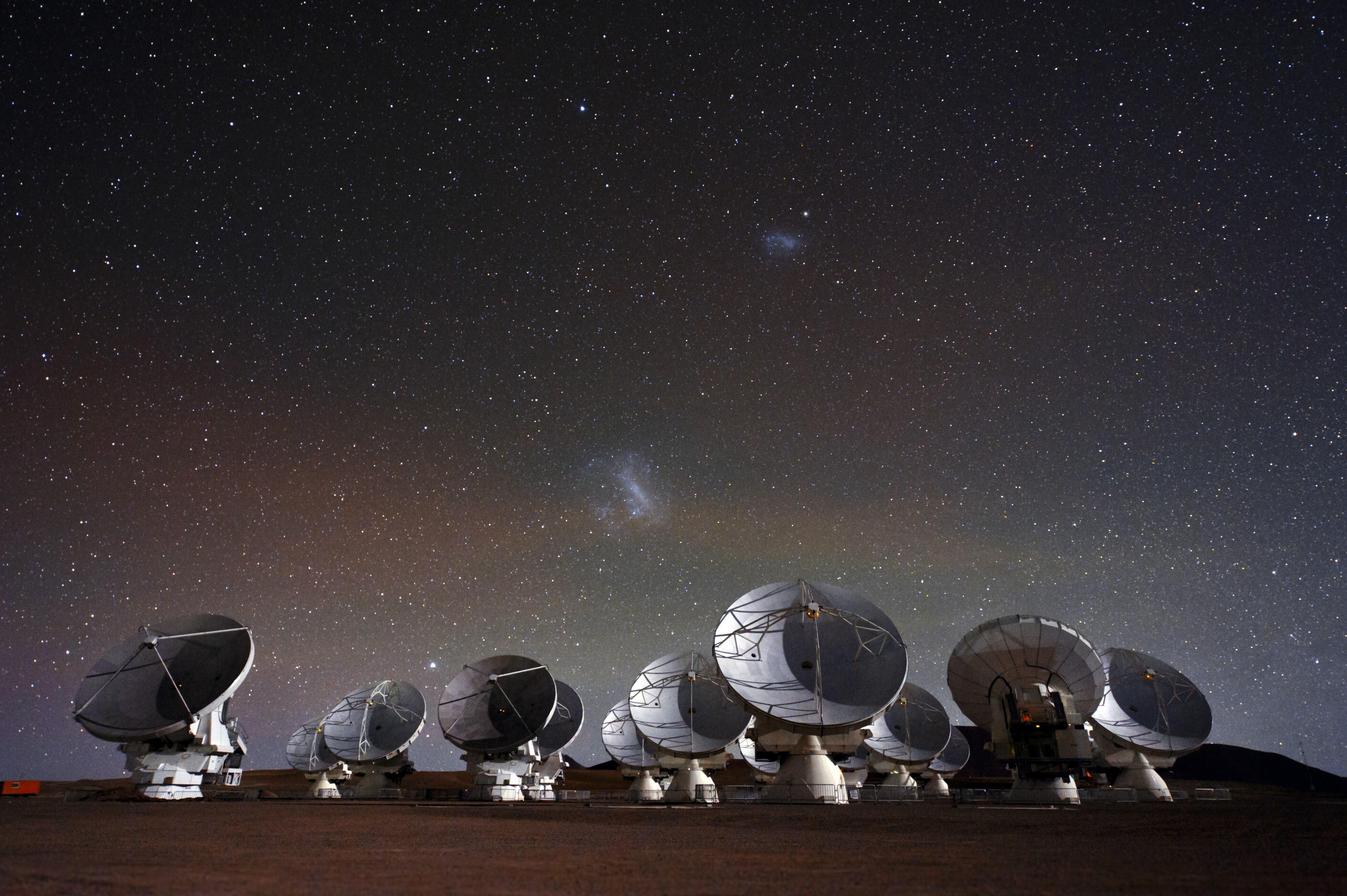
ALMA є одним з найпотужніших телескопів для дослідження Всесвіту на ділянці субміліметрового та міліметрового випромінювання.

Крім дослідження Всесвіту в оптичній частині спектра астрономи можуть спостерігати об'єкти і на деяких інших ділянках спектру електромагнітного випромінювання. Перші спостереження поза оптичною ділянкою спектра проводилися при дослідженні Сонця.

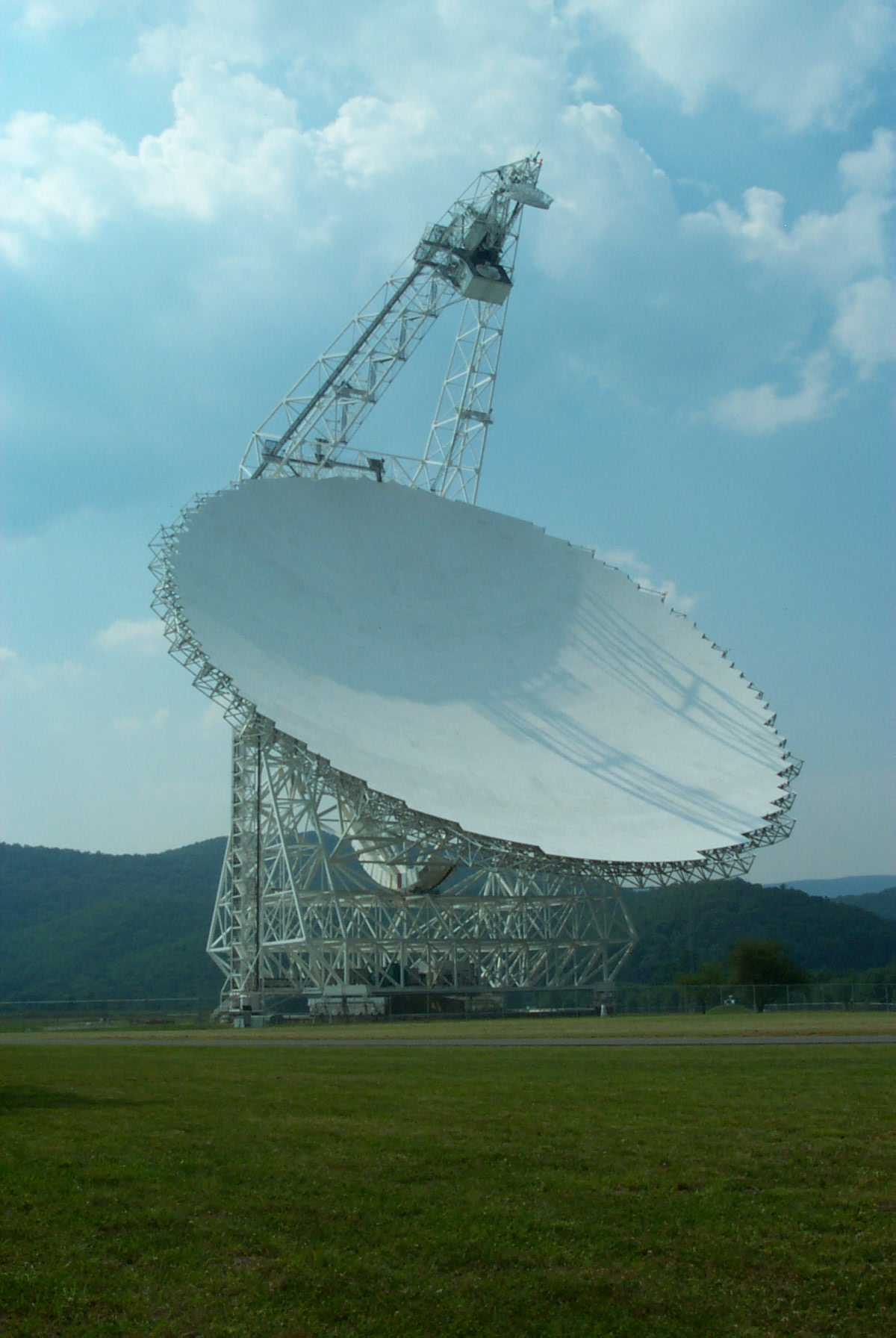
Телескоп Грін-Бенк, Західна Вірджинія.

### Радіоастрономія
Після відкриття радіовипромінювання радіоастрономія почала розвиватися як новий розділ астрономії. Довгі радіохвилі вимагали набагато більшої площі збирає поверхні для отримання зображень з високою роздільною здатністю, що згодом призвело до розвитку інтерферометрії для отримання зображень за допомогою апертурного синтезу. Розвиток приймачів мікрохвильового випромінювання призвів до відкриття реліктового випромінювання.
Радіоастрономія продовжує розширювати свої можливості: для створення інтерферометрів з розміром бази, що перевищує діаметр Землі, використовуються космічні супутники. На жаль, повсюдне використання радіовипромінювання з іншою метою заважає приймати слабкі сигнали від небесних об'єктів. З цієї причини в майбутньому радіоастрономічні спостереження слід проводити з екранованих пунктів, наприклад, з протилежного від Землі боку Місяця.

### Розвиток астрономії в кінці XX століття
Наприкінці XX століття відбувався швидкий розвиток астрономічної техніки. Створення великих оптичних телескопів, використання адаптивної оптики частково зменшували розмиття зображення атмосферою. Нові телескопи запускалися в космос, почали проводитися спостереження інфрачервоного, ультрафіолетового, рентгенівського і гамма-випромінювання, а також спостереження космічних променів. Інтерферометри створюють зображення надзвичайно високої роздільної здатності в радіо-, інфрачервоному і оптичному діапазонах. Інструменти на орбіті, такі як телескоп «Хаббл», сприяють отриманню інформації про слабкі астрономічні об'єкти. Нові розробки в галузі створення космічних інструментів, як очікується, дозволять безпосередньо спостерігати планети навколо інших зір.
На додаток до телескопів використовують й інші види спостережної техніки.

### Інші види інструментів
Нейтринна астрономія — галузь астрономії, в якому спостереження астрономічних об'єктів ведуться за допомогою нейтринних детекторів, розташованих зазвичай під землею. Ядерні реакції в зорях і під час спалахів наднових створюють велику кількість нейтрино, дуже малу частину яких можна спостерігати за допомогою нейтринного телескопа. Засоби нейтринної астрономії повинні дозволити отримувати інформацію про процеси, які неможливо спостерігати в оптичні телескопи, таких як процеси в ядрі Сонця.
Приймачі гравітаційних хвиль можуть реєструвати такі події як зіткнення масивних об'єктів (нейтронні зорі, чорні діри).
Роботизовані космічні апарати також застосовують для докладного спостереженнях планет Сонячної системи, причому в даний час дослідження планет тісно пов'язане з геологією й метеорологією.

## Інструменти для спостережень

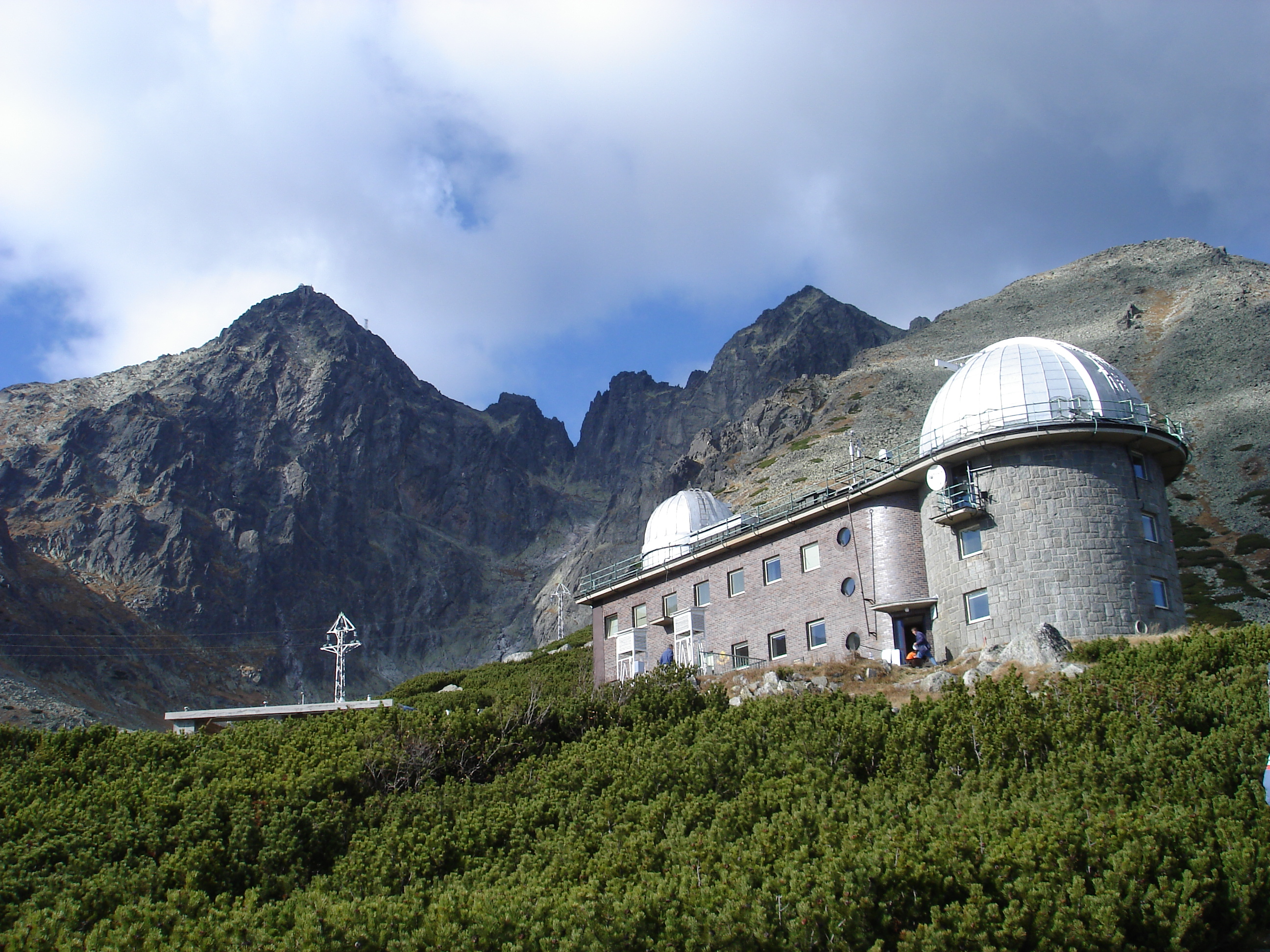
Обсерваторія Скалнате Плесо, Словаччина.

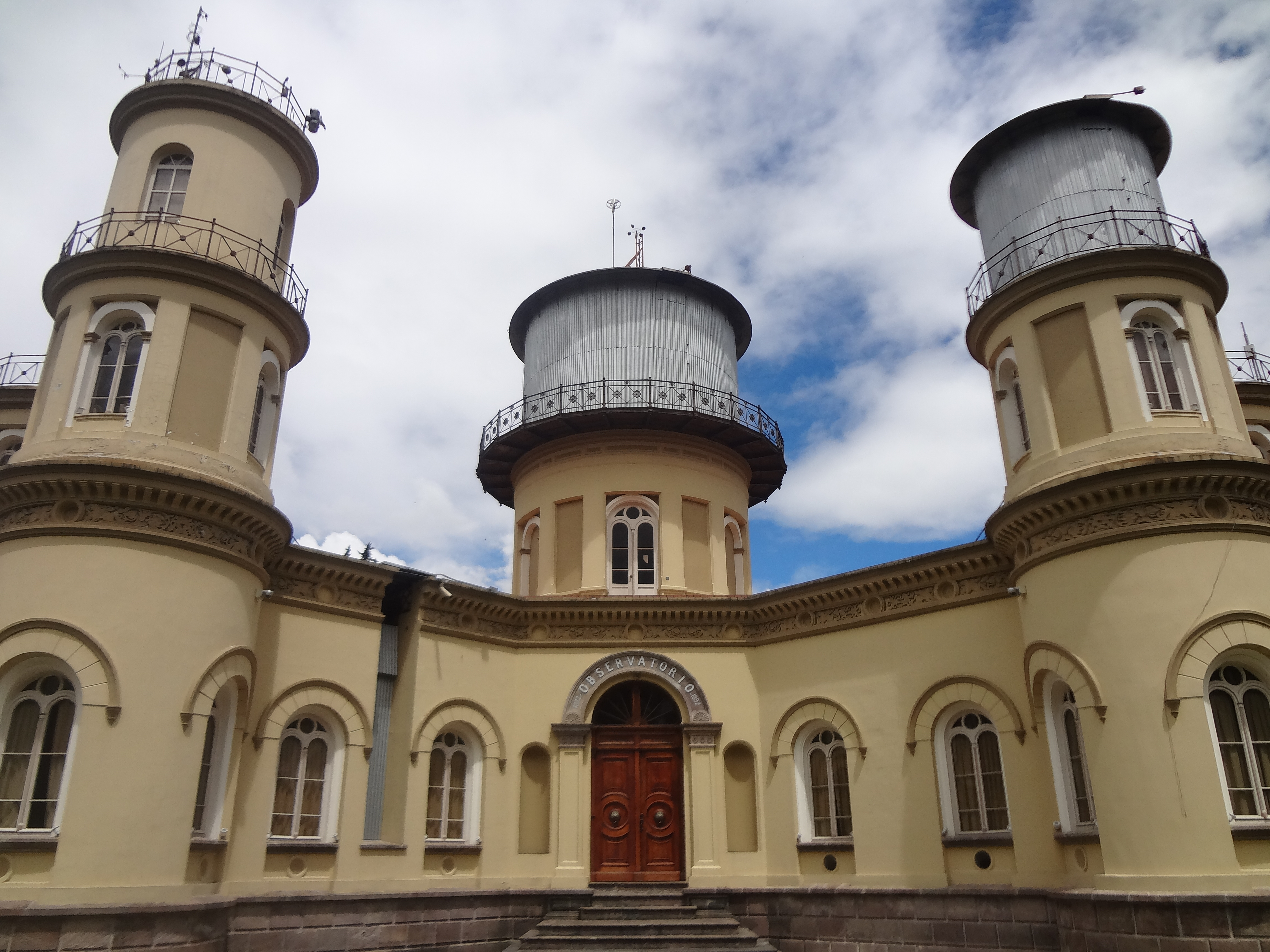
Одна з найстаріших обсерваторій Південної Америки, Астрономічна обсерваторія в Кіто, заснована 1873 року і розташована за 12 мінут на південь від екватора в Кіто, Еквадор. Обсерваторія розташована в історичному центрі Кіто і керується Національною політехнічною школою.

### Телескопи

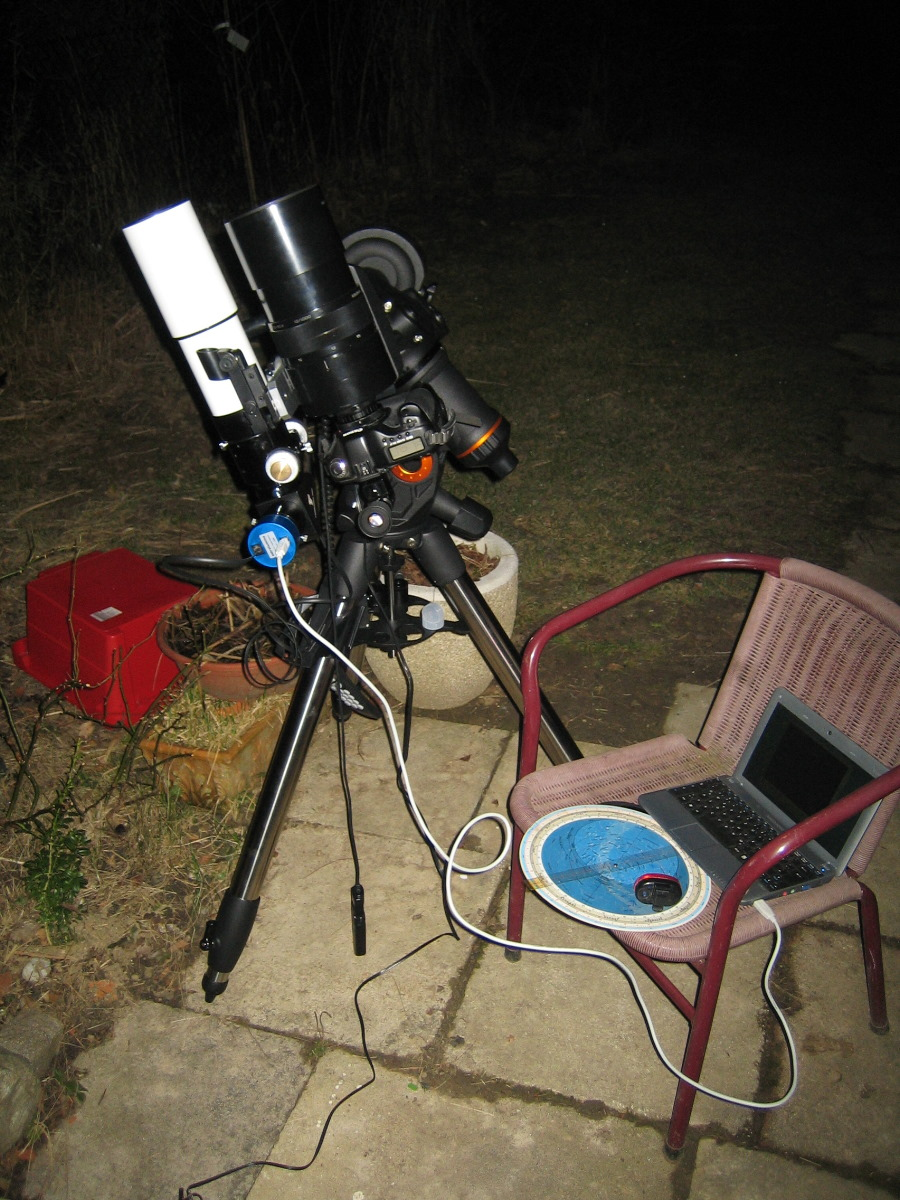
Установка для аматорської астрофотографії з використанням автоматичної системи гідування, з'єднаної з ноутбуком.

Ключовим інструментом майже всієї сучасної астрономії спостережень є телескоп. Він служить для отримання більшої кількості випромінювання, так що стає видно слабші об'єкти, а також для збільшення зображення, при цьому можна спостерігати дрібніші об'єкти. Для оптичної астрономії необхідні телескопи з дуже точної формою поверхні оптичних компонентів. Звичайною вимогою до створення поверхні є гранична величина відхилення від необхідної форми, що не перевищує половини довжини хвилі спостережуваного випромінювання. Багато сучасних «телескопів» являють собою масиви телескопів, які працюють разом для отримання вищої роздільної здатності за допомогою апертурного синтезу.
Великі телескопи розташовані в спеціальних баштах для захисту від несприятливої погоди й для стабілізації умов спостереження. Наприклад, якщо на різних краях телескопа температура різна, то при тепловому розширенні оптична структура телескопа деформується, що вплине на одержуване зображення. З цієї причини куполи телескопів зазвичай яскраво-білі (діоксид титану) або нефарбовані.
Куполи зазвичай відкривають на захо́ді сонця, задовго до початку спостережень, так щоб відбувалася циркуляція повітря, що вирівнює температуру телескопа й навколишнього середовища. Для запобігання впливу коливань і зрушень телескоп монтують на окрему колону, основа якої не пов'язана з підставою купола й башти.
Для виконання майже будь-яких спостережень необхідно мати можливість стежити за об'єктом у міру його пересування небосхилом. Іншими словами, необхідно компенсувати обертання Землі. До створення керованих комп'ютером рухомих механізмів стандартним рішенням проблеми було екваторіальне монтування телескопа; для маленьких телескопів воно застосовується й зараз. З практичної точки зору це не найкраще рішення, особливо в міру збільшення діаметра і ваги телескопа. Найбільшим телескопом на екваторіальному монтуванні є 5,1-метровий телескоп Хейла; телескопи діаметром 6-10 метрів встановлюють на альт-азмутальному монтуванні й фізично є меншими за розміром, ніж телескоп Хейла, попри більший діаметр дзеркала.
Астрономи-аматори використовують такі інструменти, як ньютонівський телескоп, телескопи-рефрактори, телескопи Максутова.

### Фотографія
Застосування техніки фотографії відігравало важливу роль в спостережної астрономії протягом XIX—XX сторіч, але наприкінці XX-го сторіччя фотографія почала поступатися електронним приладам, такими як прилади із зарядним зв'язком (ПЗЗ) і КМОН-чипи. Окремі галузі астрономії, такі як фотометрія й інтерферометрія, застосовують електронні приймачі протягом довшого періоду. В астрофотографії використовується спеціальна фотоплівка (або скляні пластини, вкриті фотоемульсією), але у неї існує такий недолік, як мала квантова ефективність, близько 3 %, а ПЗЗ у вузькій смузі мають квантову ефективність більше 90 %. Майже всі сучасні телескопи оснащено електронними приладами, а багато старих телескопів модернізують з урахуванням сучасної техніки. У деяких галузях фотопластини застосовуються досі внаслідок їх більшої роздільної здатності.

#### Переваги фотографії
До винайдення фотографії все астрономічні спостереження реєструвалися оком. Але навіть до розробки досить чутливою емульсії астрономія повністю перейшла на фотопластинки, оскільки в них є кілька значних переваг:
- Фотопластинка може накопичувати випромінювання протягом тривалого часу.
- Отримане зображення зберігається, тому багато астрономів можуть використовувати одні і ті ж дані.
- Можна простежувати зміна об'єктів протягом тривалого часу (наприклад, SN 1987A).

#### Блінк-компаратор
Блінк-компаратор застосовують для порівнянні двох майже однакових фотографій однієї ділянки неба у два різні моменти часу. Компаратор чергує освітлення двох платівок і будь-яка зміна буде являти миготливу точку або штрих. Подібний інструмент застосовувався для пошуку астероїдів, комет і змінних зір.

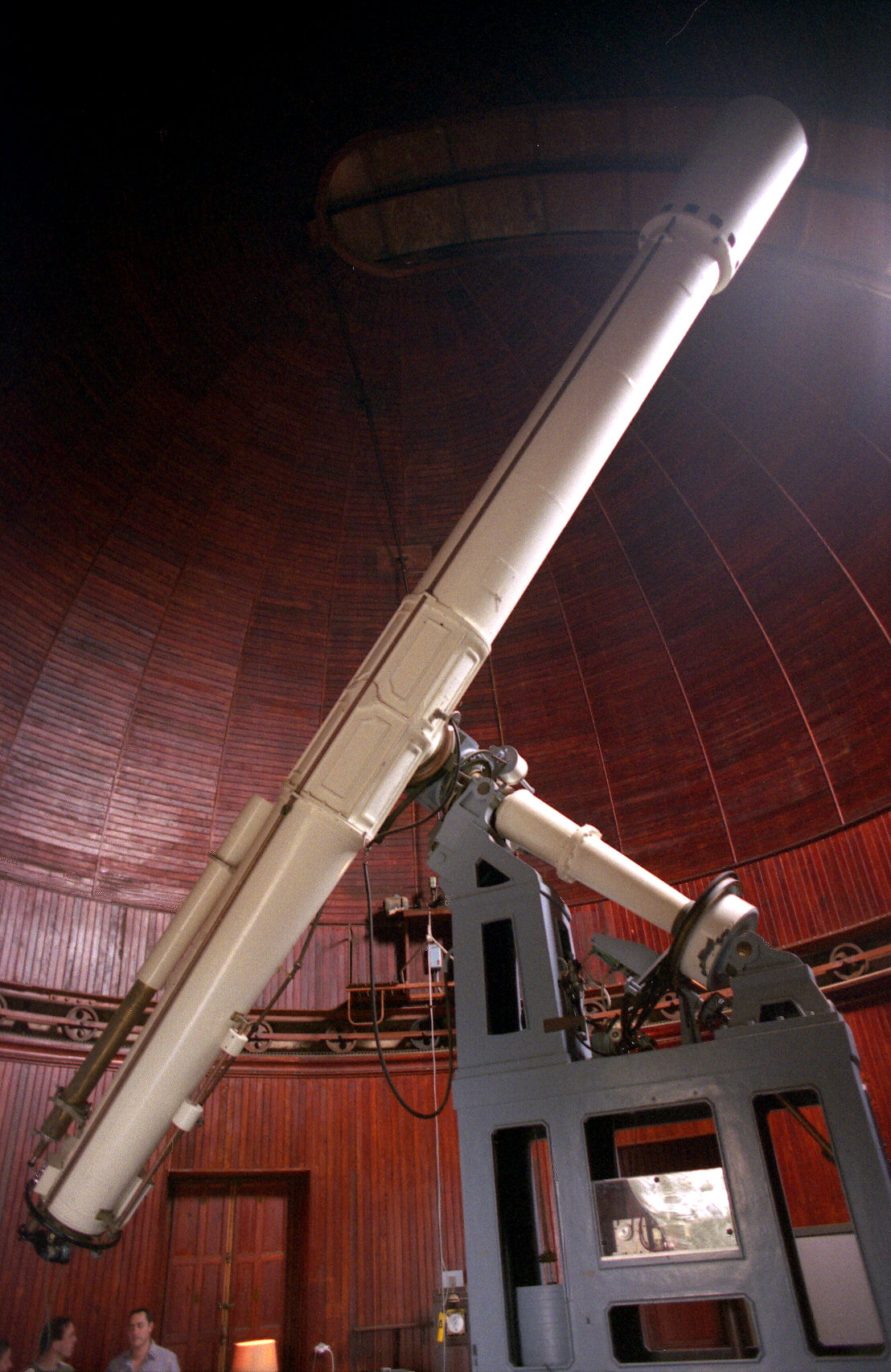
50-см телескоп-рефрактор в Обсерваторії Ніцци.

### Мікрометр
Для вимірювання параметрів подвійних зір застосовувався мікрометр, що складається з пари рухомих ниток, які можуть рухатися разом або окремо. Під час спостереження подвійних зір нитки наводяться на кожен компонент, що дозволяє визначити відстань між компонентами.

### Спектрограф
Спектрограф є одним з найважливіших інструментів спостережної астрономії. Поглинання певних довжин хвиль атомами дозволяє досліджувати деякі властивості далеких об'єктів. Подібним чином було відкрито гелій в емісійному спектрі Сонця, а також отримано інформацію про далекі зорі, галактики й інших небесні тіла. Ефект Доплера (зокрема червоне зміщення) допомагає визначити променеву швидкість (у деяких випадках — і відстань) відносно Землі.
У перших спектрографах використовувалися призми, що розкладають світло в спектр. Потім були створені дифракційні ґратки, що зменшують втрати світла в порівнянні з призмами і мають більшу спектральну роздільну здатність. Спектр можна знімати з довгою експозицією, що дозволяє вимірювати спектри слабких об'єктів.
Зоряна фотометрія почала розвиватися в 1861 році у вигляді визначення кольору зір. Вимірювалися зоряні величини в деяких діапазонах частот, що дозволяло визначити колір зорі, а також її температуру. До 1951 року була розроблена стандартна система UBV.

### Фотоелектрична фотометрія
Фотоелектрична фотометрія з використанням ПЗЗ часто використовується при спостереженні за допомогою телескопа. Чутливі прилади можуть записувати інформацію майже на рівні окремих фотонів і працювати в таких діапазонах спектру, які не доступні при спостереженні оком. Можливість реєстрації малої кількості фотонів протягом деякого часу дозволяє вносити поправки на вплив атмосфери. Також можна комбінувати кілька зображень, отримуючи в результаті зображення кращої якості. У поєднанні з технологією адаптивної оптики можна досягти межі роздільної здатності телескопа.
Для спостереження об'єкта на певних частотах або в діапазоні частот використовуються фільтри. Деякі види фільтрів дозволяють дуже точно встановлювати межі області пропускання: наприклад, об'єкт можна спостерігати лише поблизу ліній випромінювання атомів водню. Фільтри також використовуються для часткової компенсації впливу світлового забруднення. Для дослідження поляризованого світла застосовуються поляризаційні фільтри.

## Спостереження

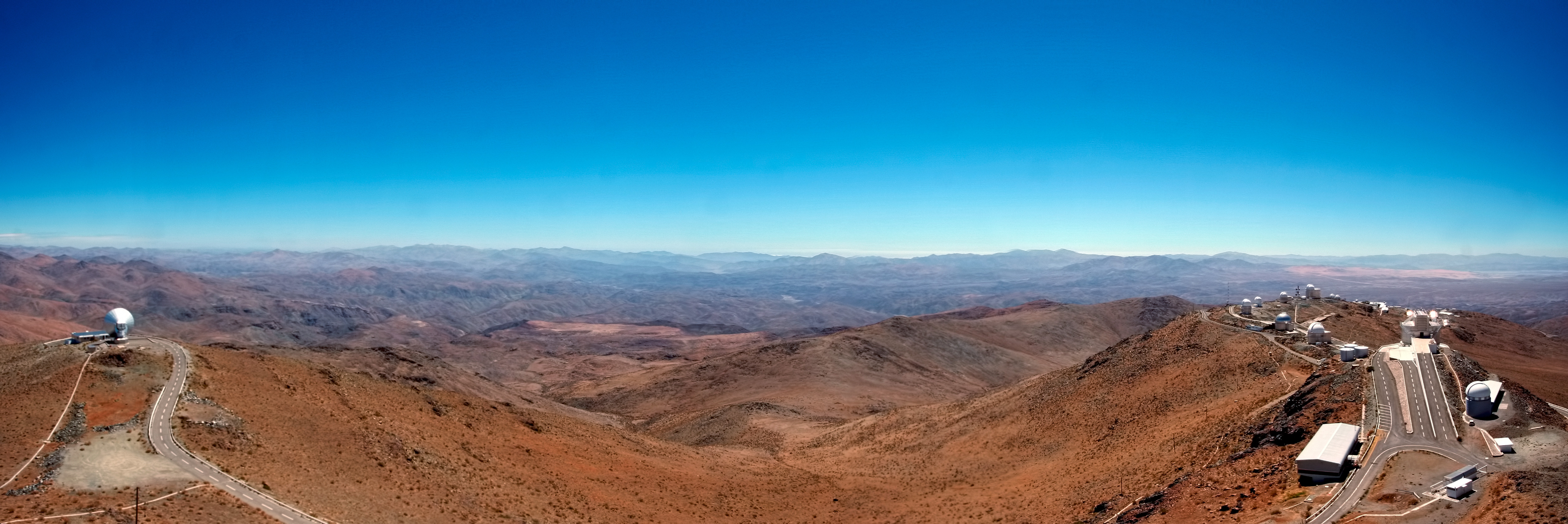
Головна платформа обсерваторії Ла-Сілья містить різні телескопи.

Астрономи спостерігають вельми різноманітні об'єкти, включаючи галактики з великими значеннями червоного зсуву, активні ядра галактик, фонове мікрохвильове випромінювання, різні зорі й протозорі.
Для кожного об'єкта можна отримувати різні типи даних. Координати, що визначаються методами сферичної астрономії, визначають положення джерела на небесній сфері. Видима зоряна величина показує, наскільки яскравим здається джерело при спостереженні із Землі. Відносна яскравість джерела в різних частинах спектра дає інформацію про температуру й фізичні властивості об'єкту. Вимірювання спектрів дозволяє судити про хімічний склад досліджуваного об'єкта.
Паралактичне зміщення зорі на тлі далеких об'єктів можна використовувати для визначення відстані до об'єктів до межі, рівного вирішенню інструменту. Променева швидкість зорі й зміна її положення з плином часу (власний рух) дозволяють оцінити повну швидкість відносно Сонця. Варіації блиску зорі свідчать про нестійкість в її атмосфері або про затемнення її супутником. Параметри орбіти подвійної зорі можна застосувати для визначення відносної маси компонентів або повної маси системи. Спектрально-подвійні зорі можна виявити за доплерівським зсувом ліній у спектрі зорі та її супутника.
Зорі схожих мас, що утворилися в один період часу і при схожих умовах зазвичай мають схожі властивості. Спостереження великої кількості тісно пов'язаних зір (наприклад у кулястому скупченні) дозволяє отримати дані про розподіл спектральних класів, що дозволяє потім оцінити вік скупчення.
Далекі галактики й активні ядра галактик зазвичай спостерігаються як цілий об'єкт. Спостереження в інших галактиках окремих цефеїд і наднових з відомою світністю, званих стандартними свічками, дозволяє оцінити відстань до таких об'єктів. Розширення Всесвіту приводить до зсуву в спектрах об'єктів, величина якого залежить від відстані і виражається через променеву швидкість галактики. Для визначення відстані до галактики можна використовувати як її розмір, так і червоне зміщення. Спостереження великої кількості галактик застосовується для моделювання еволюції галактик.